# Liolios Xirolivaditis
Georgios Liolios Xirolivaditis (griechisch Λιόλιος Ξηρολειβαδίτης; geb. 1783 in Xirolivadio, Zentralmakedonien; gest. 29. Dezember 1860 in Messolonghi, Ätolien-Akarnanien) oder Xerolivadiotis (in seiner Unterschrift verwendete er Liolios Xerolivadiotis oder Liolios Elimpios=Olympios) war ein griechischer Armatole und Freiheitskämpfer der Griechischen Revolution von 1821, der vom späten 18. Jahrhundert bis zur Mitte des 19. Jahrhunderts lebte.

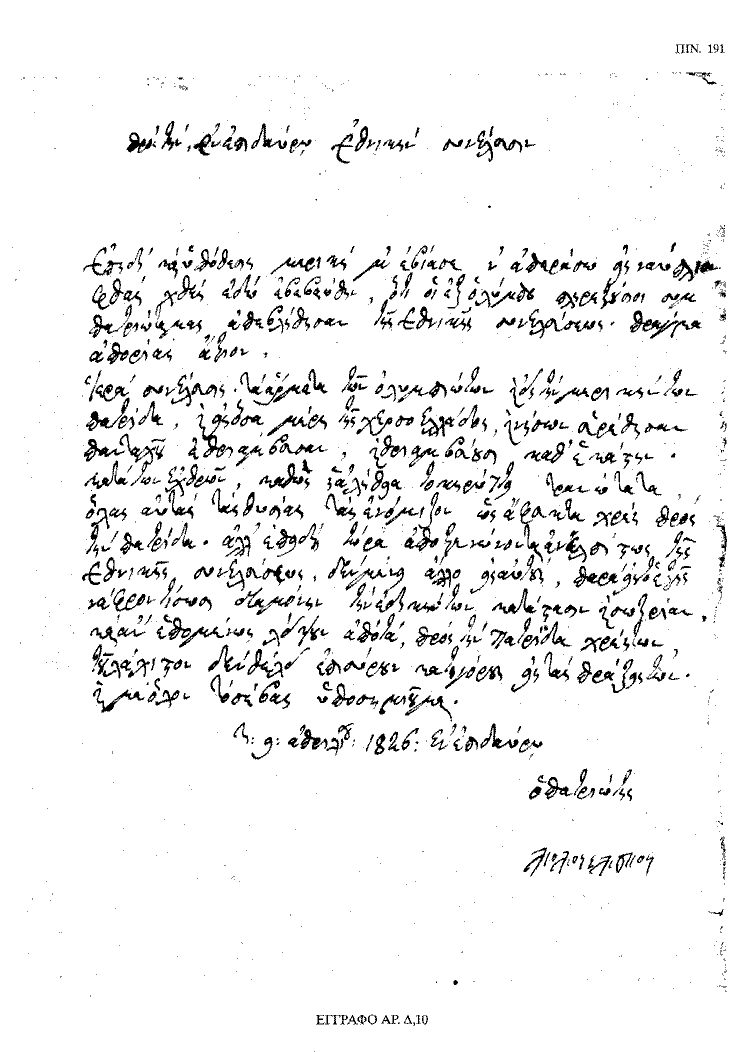
Liolios Xirolivadiotis (Elimpios) Beschwerde an die Dritte Nationalversammlung

## Frühes Leben
Georgios (Liolios) Xiroleivaditis oder Xiroleivadiotis wurde 1783 in Xirolivado, einem Dorf auf dem Berg Vermio, südwestlich der Stadt Veria, geboren. Schon in sehr jungem Alter (mit 15 Jahren) schloss er sich verschiedenen Gruppen von Klephten und Armatolen an und verfolgte seitdem eine militärische Karriere.
Er war mit Despo, der Schwester von Markos Botsaris, verheiratet. Sein Sohn war Spyridon Liolios, der am 10. Oktober 1817 in Souli geboren wurde. In den ersten Jahren nach der Revolution zog seine Familie nach Korfu und dann nach Zakynthos. Er starb 1860 im Alter von 78 Jahren in Messolonghi.

## Karriere
Seinen autobiografischen Notizen zufolge begann seine militärische Tätigkeit 1798. Er schloss sich Klephtengruppen in Makedonien, Thessalien und Epirus an. Ab 1800 gehörte er den Gruppen der Vlachavas an und kämpfte hauptsächlich gegen Ali Pascha. Nach 1807 nahm er an den Operationen der makedonischen Armatolen mit Basis auf der Insel Skiathos teil. Er einigte sich schließlich mit Ali Pascha, der ihn zum Armatolen in der Region Veria und Edessa ernannte und mit A. Karatasos zusammenarbeitete. Dennoch kämpfte er noch einmal gegen Ali Pascha, als 1820 ein neuer Krieg zwischen Ali und den Soulioten ausbrach, in dem er seinen Schwager Markos Botsaris unterstützte. Zusammen mit den übrigen Soulioten ließ er sich in Souli nieder und leistete als Anführer der Festung Kiafa Widerstand gegen die Angriffe der Streitkräfte des Sultans. Während des Griechischen Unabhängigkeitskrieges gab er einen Großteil seines Vermögens aus, um eine Gruppe von Kriegern für die Bedürfnisse der Revolution zu unterhalten.
Er diente neben großen Partisanenführern wie dem Soulioten Markos und Kostas Botsaris, seinem Landsmann Anastasios Karatasos, Kolokotronis, Ypsilantis und Kyriakos Mavromichalis. Er verteidigte 1825 unter der Führung von Dimitrios Ypsilantis und Kyriakos Mavromichalis die Mühlen von Lerna und kämpfte gegen Ibrahim Pascha aus Ägypten. Er folgte Ypsilantis und Mavromichalis bei verschiedenen anderen Operationen auf der Peloponnes. Dann diente er unter Kolokotronis. In Westgriechenland arbeitete er mit Christoforos Perraivos zusammen, während er unter der Führung von Kostas Botsaris Dervenakia in Apokouros erreichte. Außerdem arbeitete er 1826 als Kommandant von 150 Mann mit Anastasios Karatasos zusammen und nahm an den Operationen im Gebiet von Atalanta gegen Mustabey teil. Im Jahr 1827 zog er unter Adam Doukas nach Trikeri. Er baute auf eigene Kosten ein Schiff und beteiligte sich an Piratenoperationen gegen die Türken an der Küste Kleinasiens. Später, während der Amtszeit von Kapodistrias, war er jedoch gezwungen, sein Schiff an Miaoulis zu übergeben, ohne die ihm von der griechischen Regierung versprochene Entschädigung zu erhalten. Im Jahr 1829 beteiligte er sich als Pentakosiarch der siebten Chiliarchie an der Bewachung der Thermopylen-Passage.

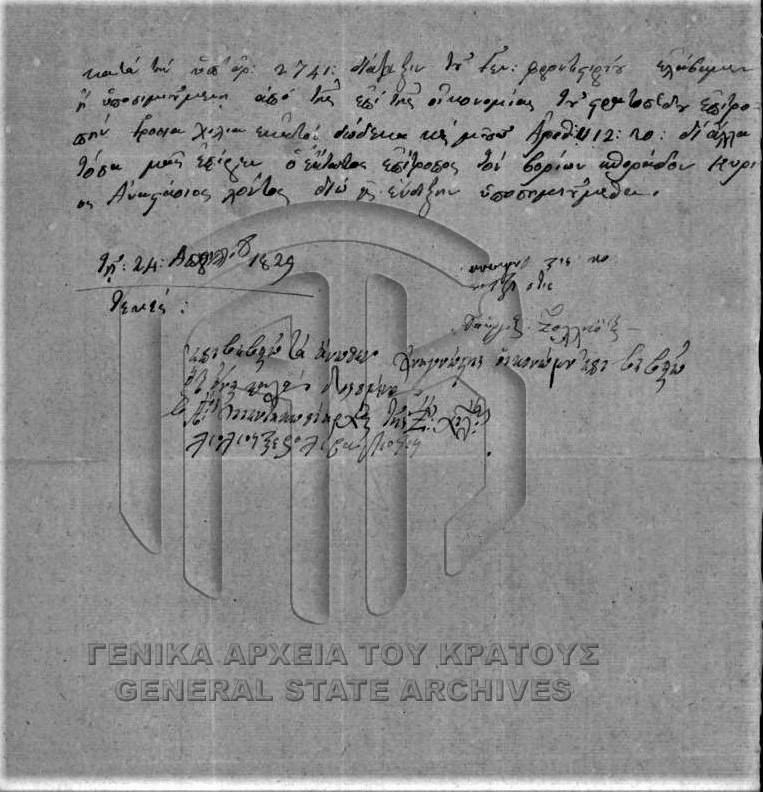
Handschriftliche Quittung, unterzeichnet von Liolios Xirolivaditis, Pentakosiarch der siebten Chiliarchie im Jahr 1829

Neben biografischen Quellen wurden in letzter Zeit auch viele Archivaufzeichnungen über sein Leben veröffentlicht. Im September 1823 befand sich Liolios beispielsweise auf der Insel Hydra und reiste von dort auf Vorschlag von Alexandros Mavrokordatos nach Salamis. Anastasios Londos sorgte dafür, dass Liolios’ Forderungen erfüllt wurden, nicht jedoch für die Verleihung von Ämtern: „Ich habe alle Fälle von Liolios abgeschlossen, mit Ausnahme der Ämter, die Georgios erbeten hat“. Im April 1826 korrespondierte er mit der Verwaltung über seine eigenen Bewegungen und die seines Sekretärs, während er während der Arbeiten der dritten Nationalversammlung in Epidauros erschien und einen handschriftlichen Bericht vorlegte, in dem er entschieden gegen die Nichtannahme der makedonischen (= olympischen) Vertreter protestierte. 1828 befand er sich auf der Insel Salamis, wohin seine Frau Despo Lioliou aus Poros kam. Seiner Familie ging es schlecht. Deshalb nahmen sie die finanzielle Unterstützung der Regierung in Höhe von 300 Grosia an. Im Jahr 1829 unterzeichnete er in dieser Position einen hohen Offizier und erhielt von Anastasios Londos, dem zeitweiligen Kommissar der Nördlichen Sporaden, eine Quittung über 1112 Grosia. Nach der Inthronisierung Ottos I. trat er der Königlichen Phalanx bei, wo er das Amt eines Oberstleutnants erreichte.

## Rezeption
Georgios Kremos betont Liolios’ Ehrlichkeit, Selbstlosigkeit und Patriotismus, da er sein gesamtes Vermögen für die Griechische Sache ausgab und „wie alle wahren Kämpfer mittellos starb“. Georgios Gazis beschreibt Liolios als ehrlichen, gewissenhaften und sehr religiösen Menschen, insbesondere am Ende seines Lebens. Schließlich beschreibt I. Petrov ihn als unermüdlichen Kämpfer, der sich der nationalen Pflicht verschrieben hatte und selbstloser Wohltäter der griechischen Nation war.